# Обличчя Гатчінсона
Обличчя Гатчінсона (англ. Hutchinson's facies) — симптом пізнього нейросифілісу. Спостерігається обличчя з опущеними повіками та нерухомими очима при зовнішній офтальмоплегії.
|  | Повіки напівзаплющені, так що пацієнт здається сплячим; вони частково закривають рогівку. Коли хворий намагається усунути опущення повік скороченням лобового м'яза, лоб зморщується, а брови вигинаються дугою. Якщо верхні повіки підняті, то очні яблука нерухомі, «ніби з воску». Коли параліч зачіпає всі зовнішні м'язи, очі спрямовані прямо вперед. Вигляд, однак, дещо нечіткий, оскільки оптичні осі не абсолютно паралельні. |

Названий симптом на честь британського лікаря Джонатана Гатчінсона, який вперше його описав.